# 和習
和習（わしゅう）または和臭/倭臭とは日本人が漢文を作る時に、日本語の影響によって犯す独特な癖や用法。江戸時代に荻生徂徠によって指摘された。

## 種類
荻生徂徠が見出した「和字」「和句」「和習」の3種類を今日では「和習」と総称する。

### 和字
「和訓を以て字義を誤るもの」すなわち同訓異義の字の混同である。
例えば「有」と「在」の混同は『日本書紀』にも既に見られ、「この玉は今石上神宮にある」の部分を「是玉今有石上神宮」（本来なら「是玉今在石上神宮」）としてしまっている。

### 和句
「位置上下の則を失う」すなわち語順の誤りである。
例えば「喫煙を禁止する」を正しく漢文で書くと「禁止喫煙」であり「喫煙禁止」は漢文として正しくない。

### 和習
「語気声勢の中華に純ならざるもの」すなわち中国人の語気や音調になりきっていないことを指す。具体的には和字や和句のような表記・文法上の誤りは無いものの、中国語母語話者であれば用いないような音列や表現がこれにあたる。

## 主な例
- 漢字のみで書かれた候文。
- 日本語話者による漢詩。